# H-α

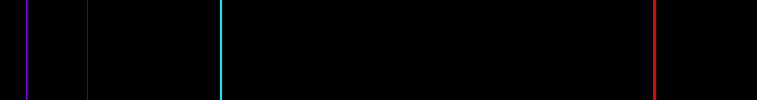
巴耳末系落在可見光區域內的4條譜線，在最右邊的紅線即為Hα。

H-α，在天文學和物理學上是氫的一條具體可見的紅色發射譜線，波長為6562.8 Å。依據原子的波耳模型，電子是存在於量子化能階的軌道上繞著原子的原子核。這些能階以主量子數 n = 1、2、3、... .來描述，電子只能存在於這些狀態中，並且也只能在這些狀態中轉移。

Hα輻射：在簡化的氫原子波耳模型中，巴耳末線起因於在距離核心第二個能階的電子與那些更外側的能階之間的電子躍遷。的躍遷產生Hα的光子，並且是巴耳末系的第一條譜線。對氫而言，躍遷的結果產生一條波長為656nm（紅色）的譜線

這一組從 n ≥ 3 轉換至 n = 2 的譜線稱為巴耳末系，並以連續的希臘字母依序為成員命名： 
- n = 3 至 n = 2稱為巴耳末-α或H-α，
- n = 4 至 n = 2稱為H-β，
- n = 5 至 n = 2稱為H-γ，依此類推。

在來曼系，命名的慣例是： 
- n = 2至 n = 1稱為來曼-α,
- n = 3至 n = 1稱為來曼-β，依此類推。

H-α的波長是656.281 奈米，是在可見電磁頻譜的紅色部分，並且是天文學家追蹤氣體雲氣中被電離的氫含量最容易的方法。因為將氫原子的電子從 n = 1激發到n = 3，與將他游離的能量幾乎相同，因此電子被激發到n = 3而不被游離的機率是非常小的。反而是，在被電離之後的氫核再與新的電子再結合成氫原子時，在新的原子，電子可以先存在於任何一個能階上，然後再落至基態（n=1）並輻射出光子來轉換。幾乎有一半的時間，這些能階會包括n=3至n=2的轉換，因此原子將輻射出H-α。所以，H-α發生在氫被電離的區域內。
因為氫是星雲的主要部份，相對的H-α很容易自吸收而飽和，因此他可能顯示雲氣的形狀和範圍，但不能用來確定雲氣的質量。替代的，二氧化碳、一氧化碳、甲醛、氨或乙腈是典型的用於測定雲氣的質量。

## 濾鏡

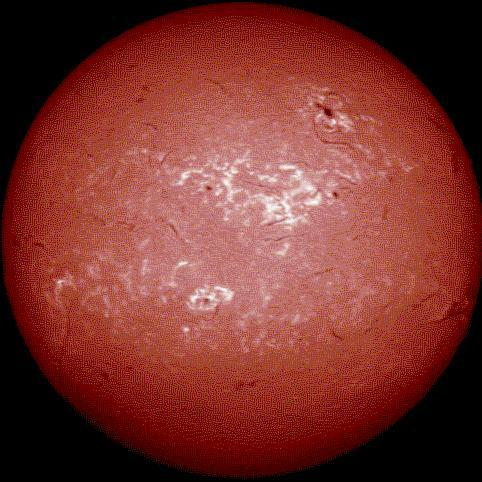
透過望遠鏡使用H-α濾鏡觀測的太陽

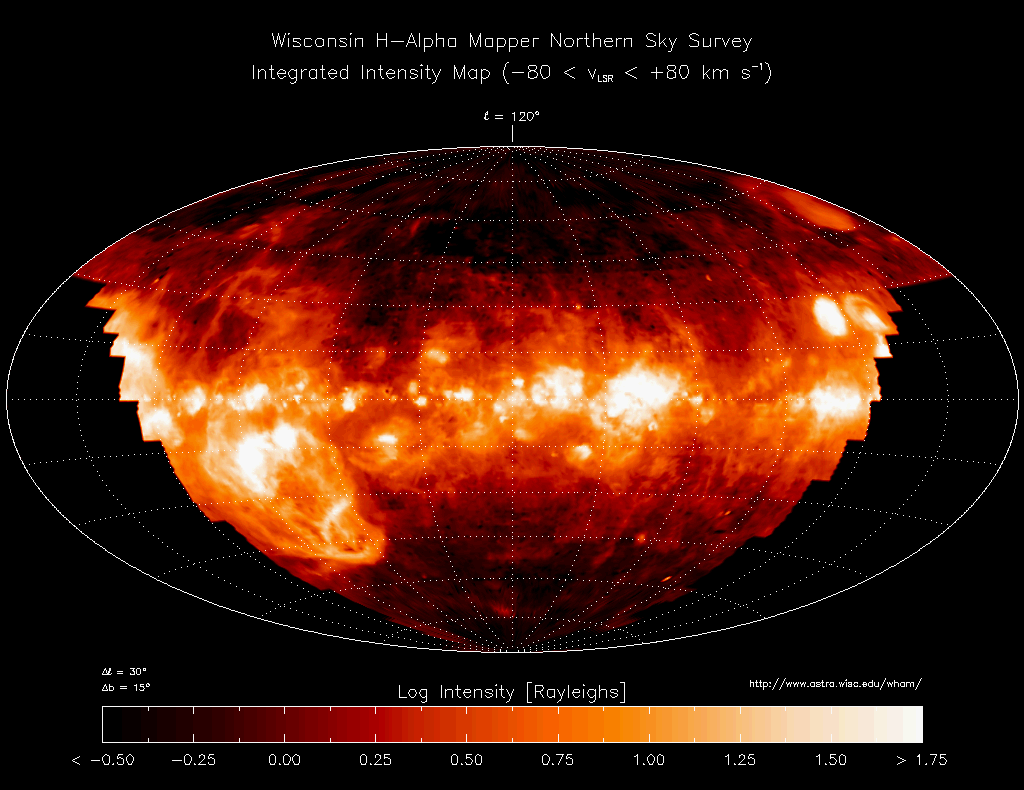
H-α巡天所見到的銀河系

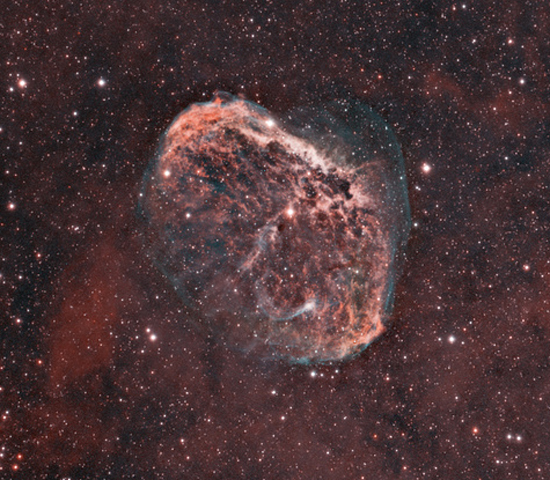
H-alpha 和 OIII 濾鏡拍攝的眉月星雲

H-α濾鏡是以H-α的波長為中心設計的一種窄頻帶寬的光學濾鏡，它們以能通過濾鏡的波長帶寬來描述其特性。這些濾鏡由多層（～50）的真空噴塗來鍍鏡，這些層次都選擇能導致干涉效應以過濾掉除了需要的波長以外的所有波長。
另一種選擇是使用光標準具（etalon）做為窄頻濾鏡（以阻攔過濾器或能量阻絕過濾器），以H-α發射線的波長為中心只讓很窄的波長通過（<1 Å）。光標準具和二向色性干涉濾波器的物理在本質上是相同的（依靠在表面之間的建設性或破壞性干涉反射），但執行的方法不同（干擾濾波器依靠內部反射的干涉）。由於可見的H-α特徵有時會與高速度結合（像是高速移動的日珥和噴發物），太陽H-α光標準具通常都能調整（經由傾斜或改變溫度）來應付伴生的都卜勒效應。